# Aukra
Aukra est une kommune (commune) de Norvège. Elle est située dans le comté de Møre og Romsdal, sur l'île de Gossa.
Avant 1918, le nom s'écrivait Akerø.